# Pavia
Pavia (latinsko Ticinum, srednjeveško latinsko Papia) je mesto in občina v jugozahodni Lombardiji, v severni Italiji, leži 35 kilometrov južno od Milana, ob spodnjem toku reke Ticino, blizu sotočja s Padom. Ima okoli 68.000 prebivalcev. Mesto je bilo prestolnica Kraljevine Langobardov med letoma 572 do 774.
Pavia je glavno mesto rodovitne province Pavia, ki je znana po kmetijskih proizvodih, vključno vinu, rižu, žitaricah in mlečnih izdelkih. Čeprav v predmestju obstajajo številni industrijski obrati, ti ne motijo mirnega vzdušja mesta. Mesto je sedež stare Univerze v Pavii (ustanovljena je bila leta 1361), ki je skupaj s IUSS (Inštitut za napredne študije Pavia), Ghislieri Collegio, Borromeo College, Nuovo College, Santa Caterina College in EDiSU, sestavlja Študijski sistem Pavia. Pavia je sedež rimokatoliškega škofa Pavie. Mesto ima številne umetniške in kulturne zaklade, med njimi več pomembnih cerkva in muzejev, najbolj znana je Certosa di Pavia

## Zgodovina

### Zgodnja zgodovina
Mesto Pavia, prvotno znano kot Ticinum, je bilo občina in pomembno vojaško mesto (kastrum) že v okviru rimskega imperija. Plinij starejši je zapisal da so ga ustanovili Laevi in Marici, dve ligurski plemeni, Ptolemaj pa to pripisuje Insubrom. Rimsko mesto je najverjetneje nastalo kot majhen vojaški tabor, ki ga je konzul Publij Kornelij Scipion zgradil leta 218 pred našim štetjem in zavaroval z lesenim mostom, zgrajenim čez reko Ticinum, na poti ko je iskal Hanibala, za katerega so govorili, da je uspel vojsko prepeljati preko Alp v Italijo. Sile Rima in Kartagine so se kmalu zatem srečale in Rimljani so utrpeli prvega od mnogih porazov Hanibalove vojske, konzul sam pa je skoraj izgubil življenje. Most je bil uničen, vendar je utrjen tabor, ki je bil takrat najbolj v ospredju med rimskimi vojaškimi oporišči v Padski nižini, nekako preživel dolgo drugo punsko vojno in se postopoma razvil v mestno garnizijo.
Njegov pomen se je povečal z razširitvijo rimske ceste Via Aemilia iz Ariminuma (Rimini) do reke Pad (187 pr. n. št.), ki je reko prečkala pri Placentii (Piacenza) in se tam ločila v dve veji, eno proti Mediolanumu (Milano), druga pa v Ticinum, in od tam v Laumellum, kjer se je še enkrat razdelila, ena veja v Vercellae - in od tam Eporedia in Augusta Praetoria, druga pa v Valentio in od tam v Augusta Taurinorum (Torino).
Bilo je v Pavii v letu 476, ko se je vladavina Romula Avgustula (vladal 475–476), zadnjega cesarja zahodnorimskega imperija končala in se s tem končala tudi Rimska vladavina v Italiji. Romul Avgustul je bil v bistvu uzurpator cesarskega prestola; njegov oče Flavius Orest, ki je s prestola odstranil prejšnjega cesarja, Juliusa Neposa, je leta 475 postavil mladega Romula Avgustula na cesarski prestol v Raveni. Čeprav je bil cesar, je bil Romul Avgustul le trobilo svojega očeta Oresta, ki je dejansko vladal Italiji v kratkem obdobju vladavine Romula Avgustula. Deset mesecev po prevzemu oblasti, so se Orestovi vojaki pod poveljstvom enega njegovih uradnikov z imenom Odoaker, leta 476 uprli in Oresta ubili v mestu Pavia. Nemiri so zanetili požare in velik del Pavie uničili do te mere, da je kot novi kralj Italije, Odoaker odredil mestu pet letni odlog plačila davkov, tako da bi lahko financirali obnovo. Brez očeta je bil Romul Avgustul brez moči. Namesto da bi ga ubil, ga je Odoaker upokojil z 6000 solidi eno leto, preden je razglasil konec zahodnorimskega imperija in sebe postavil za novega kralja Kraljevine Italije.
Odoakerjeva vladavina ni trajala dolgo, saj so leta 488 Ostrogoti, pod vodstvom kralja Teoderika napadli Italijo. Po petletnem bojevanju je Teoderik premagal Odoakerja in ga 15. marca 493 umoril na banketu ob pogajanjih o miru. Z ustanovitvijo kraljestva Ostrogotov s sedežem v severni Italiji, je Teoderik začel obsežen program izgradnje javnih zgradb. Pavia je bila med več mesti, ki jih je Teodorik odločil obnoviti in razširiti. Začel je z gradnjo velikega palačnega kompleksa, ki bo več desetletij kasneje postal rezidenca lombardskih monarhov.  Teoderik je naročil tudi izgradnjo rimsko oblikovanega amfiteatra in kompleksa term, ki so bile še v 7. stoletju še vedno med nekaj delujočimi kopališči v Evropi izven vzhodnega rimskega imperija. Proti koncu Teoderikove vladavine je bil krščanski filozof Boetij, od 522 do 525 (pred njegovo usmrtitvijo zaradi izdajstva), zaprt v eni od cerkva v Pavii. V času ujetništva je Boetij v Paviji napisal svoje delo O utehi filozofije.
Pavia je igrala pomembno vlogo v vojni med vzhodnim rimskim cesarstvom in Ostrogoti, ki se je začela leta 535. Vzhodno rimski general Belisarius je leta 540 premagal vodjo Ostrogotov Wittiga in Ostrogoti so izgubili večino dežel v Italiji. Pavia je bila med zadnjimi centri upora Ostrogotov, ki so nadaljevali vojno in nasprotovali vladi vzhodno rimskega cesarstva. Po kapitulaciji vodstva Ostrogotov leta 540, je več kot tisoč ljudi ostalo nastanjenih v Pavii in Veroni in predstavljalo opozicijo vzhodno rimski vladi. Odpor je bil dokončno strt leta 561. 
Pavia in italijanski polotok nista ostala dolgo pod oblastjo vzhodnega rimskega cesarstva, saj so leta 568 Italijo napadla nova ljudstva. To so bili Langobardi. Vodil jih je njihov kralj Alboin (vladal 560–572), ki bo postal prvi kralj Lombardije. Alboina so ujeli v severni Italiji in njegovo napredovanje se je ustavilo leta 569 pri utrjenem mestu Pavia. Pavel, diakonski zgodovinar Langobardov, opisuje več kot sto let po obleganju Ticinuma (eden redkih zapisov iz tega obdobja): »Mesto Ticinum (Pavia) je bilo v tem času pogumno, vzdržalo je obleganje več kot tri leta, medtem ko je vojska Langobardov ostala na dosegu roke na zahodni strani. Medtem je Alboin pregnal vojake, se polastil vse Toskane razen Rima in Ravene in nekaterih drugih utrjenih mest, ki so se nahajala na obali morja.« Obleganje Ticinuma se je končalo z uspehom Langobardov leta 572. Strateška lokacija Pavie in palača v njej, sta bili do 620-ih glavna prestolnica kraljestva Langobardov in glavno prebivališče za vladarjev Lombardije.

### Glavno mesto Lombardije
Pod Langobardi so bili v Pavii zgrajeni številni samostani in cerkve, ki so jih naročili pobožni krščanski vladarji. Čeprav so bili prvi kralji arijanski kristjani, so bili zelo tolerantni do katoliške vere. Do 690-ih sta arijanska in katoliška vera sobivali v stolnici v Pavii. Lombardski kralji, kraljice in plemiči, ki so sodelovali pri gradnji cerkva in samostanov, so kazali svojo pobožnost in premoženje z ekstravagantno okrasitvijo teh struktur, ki so v mnogih primerih postale tudi njihove grobnice: primer Grimoald (vladal 662–671) je zgradili San Ambrogio v Pavii in bil tam pokopan leta 671. Perctarit (r. 661–662, 672–688) in njegov sin Cunicpert (r. 679–700) sta zgradila samostan in cerkev v Pavii. Lombardske cerkve so bile včasih poimenovane po tistih, ki so naročili gradnje, kot sta San Maria Teodota v Paviji in samostan San Michele alla Pusterla, ki je bil kraljevi samostan.
Ena najbolj znanih cerkva langobardskega kralja v Paviji, je Bazilika San Pietro in Ciel d'Oro. To znamenito cerkev je naročil kralj Liutprand (vladal 712–744), da bi postala njegova grobnica. Pri gradnji San Pietro in Ciel d'Oro so bile mere, ki so jih uporabili gradbeniki, dolžina Liutprandove kraljeve noge. Prva pomembna krščanska osebnost pokopana v San Pietro v Ciel d'Oro je bil že omenjeni filozof Boetij, avtor besedila O utehi filozofije, in se nahaja v kripti stolnice. Tretji in največji grob, ki se nahaja v San Pietro v Ciel d'Oro, vsebuje ostanke svetega Avguština iz Hipona. Sv. Avguštin je bil v začetku 5. stoletja katoliški pisatelj iz rimske Severne Afrike, katerega delo, kot je Krščanski nauk je na revolucionaren način razlagal in razumel. 1. oktobra 1695 so obrtniki, ki so delali v San Pietro in Ciel d'Oro odkrili ostanke sv. Avguština, potem ko so dvignili nekaj tlakovcev. Liutprand je bil zelo predan kristjan in je bil vnet zbiratelj relikvij svetnikov. Liutprand je drago plačal, da so relikvije iz Cagliarija na Sardiniji pripeljali v Pavio. Od prvotne Liutprandove cerkve San Pietro v Ciel d'Oro, ki jo je papež Zaharija posvetil leta 743, je do danes ostalo zelo malo. Prvotna kupola apside je bila okrašena z mozaiki, ki so prvi primer mozaikov, ki so se uporabljali za okraševanje lombardskih cerkev. Langobardi so zgradili svoje cerkve v zelo romanskem slogu in najboljši primer tega je bazilika San Michele, ki je še vedno nespremenjena v Pavii.
Kot prestolnica kraljestva, je Pavia v poznem 7. stoletju postala tudi ena od osrednjih lokacij prizadevanj Langobardov, da bi kovali svoje kovance. Doprsni kip langobardskega kralja na kovancih je bil simbolična gesta, ki je nakazovala kraljevo moč in nadzor nad premoženjem v Kraljevini Pavia.
Mesto Pavia je igralo ključno vlogo v vojni med Kraljevino Pavia in Franki pod vodstvom Karla Velikega. Leta 773 je Karel Veliki napovedal vojno in napadel severno Italijo ter premagal vojsko Langobardov, ki jo je vodil kralj Desiderj (vladal 757–774). Od jeseni 773 do junija 774 je Karel Veliki oblegal najprej Pavio in nato Verono, zajel sedež lombardske moči in hitro strl odpor utrjenih mest. Pavia je kraj, kjer se je Lombardsko kraljestvo v Italiji končalo. Ob vstopu v Pavio se je Karel okronal za kralja dežel nekdanje Kraljevine Pavia. Severna ozemlja so postalo podkraljestvo frankovskega cesarstva, medtem ko je južni del Lombardije postal vojvodina Benevento, ki je trajala več stoletij, relativno neodvisna in samostojna.

### Srednjeveška zgodovina
Madžari so požgali Pavio nekje med letoma 889 do 955. Pavia je ostala prestolnica italijanskega kraljestva in center kraljevskih kronanj do okrnitve cesarske oblasti v 12. stoletju. Leta 1004 je Henrik II., sveti rimski cesar, krvavo zatrl upor državljanov Pavie, ki se niso strinjali z njegovim kronanjem kot kraljem Italije.
V 12. stoletju je Pavia pridobila status samoupravne občine. Pri politični delitvi med gvelfe in gibeline, kar je bilo značilno za italijanski srednji vek, je Pavia tradicionalno pripadla Gibelinom, položaj, ki je bil rival z Milanom. Znak kljubovanja cesarju Frideriku Barbarossi, ki je poskušal vnovič vplivati na dolgo speč cesarski vpliv na Italijo, je bila Lombardska zveza. Mesto je prav tako slovelo kot prostor, kjer bi imeli "dober čas" kot so pričale archipoetove znane pripombe iz 1163.
V naslednjih stoletjih je bila Pavia pomembno in aktivno mesto. V skladu s Pogodbo iz Pavie, je cesar Ludvik IV. dodelil v času svojega bivanja v Italiji, status volilnega kneza Pfalza potomcem svojega brata vojvode Rudolfa. Pavia se je borila proti prevladi Milana, ko so končno leta 1359 postali vladarji tega mesta družina Visconti. Pod Viscontiji je Pavia od 1361 postala intelektualni in umetniški center s sedežem na Univerzi v Pavii, ustanovljeni okoli jedra stare šole prava, ki je pritegnila študente iz številnih držav.

### Moderno obdobje
Bitka pri Pavii (1525) je bila prelomna za usodo mesta, saj je v tem času razkol med privrženci papeža in tistimi Svetega rimskega cesarja, ene premaknil k eni od francoskih strank (povezanih s papežem) in na tiste ki podpirajo cesarja in španskega kralja Karla V.. Tako je bila Pavia v času valoijsko-habsburške vojne, seveda na cesarskil (in španski) strani. Poraz in zajem kralja Franca I. Francoskega v bitki, je začetek obdobja španske okupacije, ki je trajala do leta 1713, do konca vojne za špansko nasledstvo. Pavii so nato do leta 1796 vladali Avstrijci, ko so jih zasedli Francozi pod Napoleonom. V avstrijskem obdobju je Univerzo zelo podpirala Marija Terezija in nadzirala kulturno bogato obdobje ob prisotnosti vodilnih znanstvenikov in humanistov, kot so bili Ugo Foscolo, Alessandro Volta, Lazzaro Spallanzani in Camillo Golgi.
Leta 1815 je ponovno prišla avstrijska uprava in trajala do druge vojne za italijansko neodvisnost (1859) in združitev Italije eno leto kasneje.

## Glavne znamenitosti
Najbolj znana znamenitost v Pavii je Certosa ali kartuzija, ustanovljena leta 1396 in se nahaja osem kilometrov severno od mesta.
Drugi pomembni objekti so še:
- Stolnica v Pavii (Duomo di Pavia): Gradnja stolnice se je začela leta 1488; vendar sta bili z letom 1898 le fasada in kupola zaključeni v skladu s prvotnim načrtom. Osrednja kupola ima osmerokotni tloris, stoji 97 m visoko in tehta približno 20.000 ton. Ta kupola je tretja po velikosti v Italiji, za Baziliko svetega Petra in Santa Maria del Fiore v Firencah. Zraven stolnice je bil Torre Civic (obstoječi vsaj od 1330 in razširjen leta 1583, avtor Pellegrino Tibaldi): njegova porušitev 17. marca 1989 je bila tista sila, ki je vodila prizadevanja zadnjega desetletja za ohranitev Poševnega stolpa v Pisi za preprečitev podobne usode.
- Bazilika San Michele Maggiore: ta cerkev je izjemen primer lombardke-romanske sakralne arhitekture v Lombardiji. Nahaja se na mestu starejše lombardske cerkve, kateri pripada spodnji del zvonika. Uničena 1004, je bila obnovljena okoli konca 11. stoletja (vključno kripta, transept in kor) in končana 1155. Značilna je uporaba peščenjaka in zelo dolg transept, opremljen s fasado in svojo apsido. V cerkvi se je 1155 okronal cesar Friderik I. Barbarossa
- Bazilika San Pietro in Ciel d'Oro (»bazilika svetega Petra v zlatem nebu«): V tej cerkvi so pokopani sveti Avguštin, Boetij in lombardski kralj Liutprand. Gradnja se je začela v 6. stoletju. Sedanja konstrukcija je bila zgrajena leta 1132. Podobna je San Michele Maggiore, vendar z drugačno, asimetrično fasado z enim portalom, iz opeke namesto peščenjaka in v notranjosti odsotnost matronei, empore rezervirane za ženske ter najkrajšim transeptom. Omembe vreden lok hiše relikvije svetega Avguština, ki so jo leta 1362 izdelali umetniki iz Campione, in je okrašena s približno 150 kipi in reliefi. Cerkev omenja Dante Alighieri v X. canto svoje Božanske komedije.
- Cerkev San Francesco d'Assisi: To je pozno romanska cerkev (1238–1298) z obnovljeno gotsko fasado.
- Cerkev San Teodoro: Ta cerkev datira v leto 1117 in je posvečena Teodorju iz Pavie, srednjeveškemu škofu škofije Pavia je tretja manjša romanska bazilika v Pavii. Nahaja se na pobočju proti reki Ticino in so jo uporabljali ribiči. Apsida in tristopenjski tiburij kažejo učinkovito enostavnost romanske dekoracije. V notranjosti sta dve freski izdelani v ptičji perspektivi (1525), pripisani Bernardinu Lanzaniju. Obe sta izjemno natančni in razkrivata, kako se je mestno Pavia le malo spremenilo v 500 letih.
- Castello Visconteo: zgrajen 1360–1365 za Galeazza II. Viscontija, ki mu je velik grad služil kot zasebno bivališče in ne kot trdnjava. Pesnik Francesco Petrarca je kar nekaj časa prebival v njem, ko ga je Gian Galeazzo Visconti poklical, da prevzame odgovornost za veličastno knjižnico, v kateri je bilo okoli tisoč knjig in rokopisov, kasneje izgubljenih. Grad je sedaj sedež mestnih muzejev (Musei Civici), park pa priljubljena atrakcija za otroke. Po nepotrjenih legendah naj bi bil grad povezan s tajnim podzemnim rovom s Certoso.
- Cerkev Santa Maria del Carmine: cerkev je dobro ohranjen primer gotske opečne arhitekture v severni Italiji. Zgrajena na osnovi latinskega križa, je druga največja cerkev v Pavii, velikosti 80 x 40 metrov, ki obsega glavno ladjo in dve stranski. Značilna fasada ima veliko rozetno okna in sedem rogljev.
- Cerkev Santa Maria di Canepanova: to renesančno cerkev pripisujejo Bramanteju.
- Srednjeveški stolpi še vedno oblikujejo silhueto mesta. Glavni so zbrani na Piazza Leonardo da Vinci, Via Luigi Porta in Piazza Collegio Borromeo

## Izobraževanje
Pavia je glavni italijansko mesto kolidžev, z več inštituti, univerzo in akademijami, vključno starodavno univerzo Pavia.
- Univerza v Pavii je med najstarejšimi univerzami v Evropi, ustanovljena leta 1361, s šolo retorike, dokumentirane že v letu 825, bi bil ta center morda lahko najstarejša proto-univerza Evrope. Osrednja stavba je širok blok, sestavljen iz dvanajstih dvorišč iz 15. do 19. stoletja. Fasada je od baročne do neoklasicistične, veliko stopnišče, aula Foscolo, aula Volta, aula Scarpa in aula Magna so neoklasicistične. Cortile degli Spiriti Magni gosti kipe nekaterih najpomembnejših znanstvenikov in diplomantov. Starodavni nagrobniki učenjakov iz 14. do 16. stoletja so zazidani v Cortile Voltiano (večina prihaja iz porušenih cerkva). Cortile delle Magnolie ima staro jamo. Cortile di Ludovico il Moro ima renesančno ložo in terakota okraske. Obe dvorišči, kot tudi dve več, so bili samostani starodavnega Ospedale di San Matteo. Orto Botanico dell'Università di Pavia je univerzitetni Botanični vrt. Na voljo je tudi univerzitetni zgodovinski muzej in naravoslovni zgodovinski muzej Pavie.
- Borromeo College (Ital. Almo Collegio Borromeo), ustanovitelj Carlo Borromeo leta 1561, je najstarejša šola na univerzi v Pavii v severni Italiji.
- Ghislieri College (Ital. Collegio Ghislieri), ustanovitelj papež Pij V. leta 1567, je drug najstarejši kolegij v Pavii in ena od najstarejših šol v Italiji in soustanovitelj IUSS. Collegio Ghislieri je 450-letna italijanska institucija, ki spodbuja univerzitetni študij na podlagi dosežkov, ki gosti približno 200 študentov (moških in žensk) z vseh fakultet državne univerze Pavie. Knjižnica ima 100.000 enot (tretja med zasebnimi knjižnicami v severni Italiji). Vsako pride leto okoli 30 novih študentov iz vseh koncev države, ki so izbrani z javnim tekmovanjem. Danes je pod visokim pokroviteljstvom predsedstva Republike Italije in je uvrščen med visoko kvalificirane institucije s strani italijanskega ministrstva za šolstvo.
- IUSS Pavia ali Istituto Universitario di Studi Superiori Pavia je višji učni zavod v Pavii, Italija. Ustanovili so ga leta 1997 skupaj Univerza v Pavii, Borromeo Collegio in Ghislieri Collegio, in ga je podprlo italijansko ministrstvo za šolstvo. Oblikovan je po modelu Scuola Normale Superiore di Pisa in združuje vseh pet šol v Pavia, ki tvorijo Pavia študijski sistem.

## Mednarodne povezave
Pavia je pobratena z:
- Vilna, Litva
- Hildesheim, Nemčija
- Besançon, Francija
- Hermel, Libanon
- Zakintos, Grčija

## Pomembni ljudje
Ljudje rojeni v Pavii:
- Lanfranc (c. 1005–1089), opat in canterburyjski nadškof
- Gerolamo Cardano (1501–1576), znanstvenik
- Benedetto Cairoli (1825–1889), dvakrat predsednik vlade
- Francesco Corbetta (1615–1681), kitarski virtuoz, pedagog in skladatelj
- Tranquillo Cremona (1837–1878), slikar
- Claudia Muzio (1889–1936), operna pevka
- Carlo M. Cipolla (1922–2000), ekonomski zgodovinar

Ljudje, ki so živeli v Pavii:
- St. Alexander Sauli (1591–1592), škof Pavie
- Alessandro Volta (1745–1827), znanstvenik in izumitelj baterije
- Simion Bărnuţiu (1808–1864), filozof in politik
- Giacomo Trecourt (1812–1882), italijanski slikar
- Camillo Golgi (1843–1926), biolog in Nobelov nagrajenec
- Giovanni de Ventura (fl. 1479), zdravnik (kuga)
- Riccardo Pampuri (1897–1930), svetnik in zdravnik
- Albert Einstein (1879–1955), fizik in Nobelov nagrajenec
- Ugo Foscolo (1778–1827), italijanski pisatelj, revolucionarna in pesnik
- Dionysios Solomos (1798–1857), narodni pesnik Grčije
- Dante Troisi (1920–1989), pisatelj in sodnik

Med slavnimi učenjaki, ki so študirali ali poučujevali na univerzi v Pavii so bili tudi: Carlo Goldoni, Gerolamo Cardano, Gerolamo Saccheri, Ugo Foscolo, Alessandro Volta, Lazzaro Spallanzani, Antonio Scarpa, Carlo Forlanini in Nobelov nagrajenec biolog Camillo Golgi.